# Blanco (chanteur)
Pour les articles homonymes, voir Blanco.
Riccardo Fabbriconi, plus connu sous son nom de scène Blanco, est un chanteur italien né le 10 février 2003 à Brescia.
Son premier album Blu celeste est triplement disque de platine en Italie.
En duo avec Mahmood, il remporte le Festival de Sanremo 2022 avec le titre Brividi et représente avec lui l'Italie lors de l'Eurovision 2022 où ces derniers finiront 6es.

## Biographie
Riccardo Fabbriconi naît le 10 février 2003 à Brescia d'un père originaire de Rome et d'une mère lombarde,, Il a passé la majeure partie de son enfance entre sa ville natale, Calvagese della Riviera et Desenzano del Garda, où il se rendait à l'école Enfant, il écoutait Lucio Battisti, Lucio Dalla et Pino Daniele ainsi que de la pop et aborde à l'adolescence le monde du Hip hop.
En juin 2020 il publie sur Soundcloud l'EP Quarantine Paranoid et est remarqué par Universal Music qui lui propose un contrat. Suit le single Belladonna (Adieu) puis en juillet  Notti in bianco, qui atteint la deuxième place du Top Singoli de la FIMI. Le 8 janvier 2021 est publié La canzone nostra, single réalisé en collaboration avec Mace et le rappeur Salmo atteignant la première place au hit de singles italiens recompensé par cinq disques de platine pour 350 000 unités vendues.
Le 25 février 2021, il sort Paraocchi, Le 18 juin 2021 il publie le single Mi fai impazzire en collaboration avec le rappeur Sfera Ebbasta; et se hisse à la première place du hit italien qu'il occupe pendant huit semaines consécutives, recompensé par six disques de platine pour 420 000 unités vendues.
Le 10 septembre 2021, Il sort son premier album Blu celeste, avec neuf titres inédits et trois singles déjà publiés Notti in bianco, Ladro di fiori et Paraocchi. Le disque atteint aussitôt la première place des albums du Hit italien  et est certifié disque d'or par la FIMI après une semaine pour 25 000 albums vendus et disque de platine la semaine suivante. Au cours de la même période le single Blu celeste est classé premier des charts et ses chansons occupent toutes le top 10. En novembre 2021 il sort un single radio Finché non mi seppelliscono.
En février 2022, il participe au Festival de Sanremo 2022 annuel, en duo avec Mahmood, avec qui il interprète la chanson Brividi,. La chanson remporte le concours et est désignée comme représentante de l' Italie au Concours Eurovision de la chanson 2022 à Turin. Les critiques constatent que pour la première fois dans l'histoire du Festival, celui-ci a mis l'amour  homosexuel sur le même plan que l'amour hétérosexuel. La chanson, avec plus de 3,3 millions de vues en 24 heures, a établi le record de la chanson avec le plus grand nombre de lectures en streaming en une journée sur Spotify sur le sol italien et atteint la première place sur le Hit italien au bout de trois journées.
Le 7 février 2023, invité à chanter à la première soirée du festival, Blanco ne parvient pas pour des raisons techniques à l'interpréter, prend une crise de nerf et détruit le décor de fleurs autour de lui, hué par le public, avant d'être calmé par le présentateur. Le lendemain, la presse critique le mauvais exemple donné en direct pour la jeunesse.

Le 14 avril 2023, il publie "Innamorato" son second album studio. Inspiré par l'amour et ses émotions le projet contient notamment le single "L'Isola delle Rose" ainsi qu'un featuring avec MINA, la légende la musique italienne. 

## Discographie
- 2021 – Blu celeste
- 2023 - Innamorato